# Uganda en los Juegos Olímpicos de México 1968
Uganda estuvo representada en los Juegos Olímpicos de México 1968 por un total de 11 deportistas que compitieron en 2 deportes.

## Medallistas
El equipo olímpico ugandés obtuvo las siguientes medallas:
| Nombre           | Deporte | Competición     |
| ---------------- | ------- | --------------- |
| Oro              |         |                 |
| —                |         |                 |
| Plata            |         |                 |
| Eridadi Mukwanga | Boxeo   | Gallo (54 kg) M |
| Bronce           |         |                 |
| Leo Rwabwogo     | Boxeo   | Pluma (51 kg) M |